# Linda (Frohburg)
Linda ist ein Ortsteil der Stadt Frohburg im Süden des Landkreises Leipzig in Sachsen.

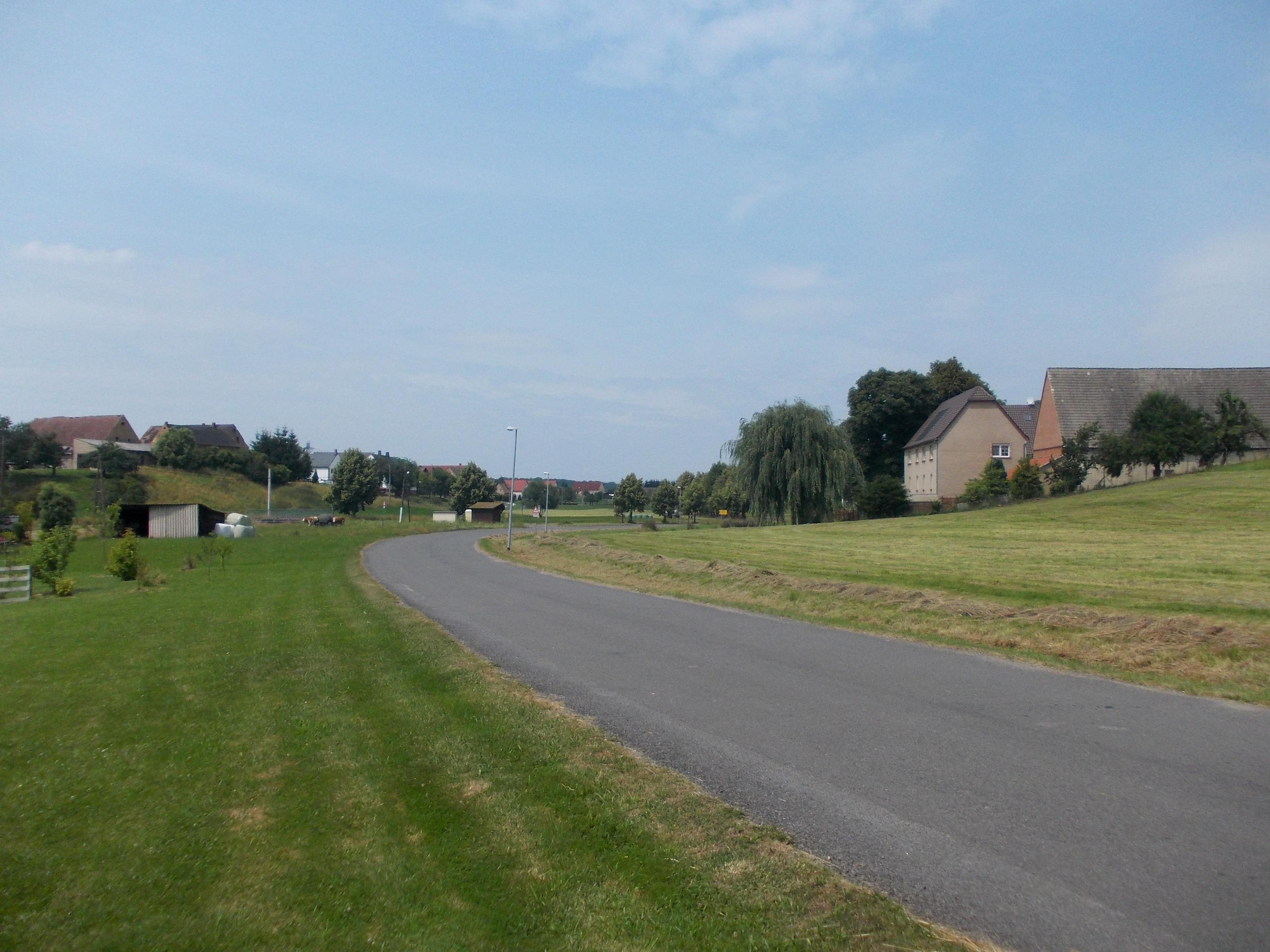
Die Hauptstraße von Linda

## Geografie

### Lage
Der Ort liegt zwischen den Dörfern Jahnshain, Meusdorf, Neuhof und Kohren-Sahlis. Linda ist ein verhältnismäßig langgestrecktes Dorf. Die Häuser stehen alle verstreut. Vom Nordwesten nach Südosten ist es immer weniger dicht besiedelt. Die Grundstücke sind getrennt durch Wiesen und Bäume. Rund um das Dorf befindet sich fast ausschließlich Acker.

### Relief
Die Ortsdurchfahrt weist so gut wie keine Steigung auf. Dafür hebt sich das Land links und rechts von ihr mehr oder weniger stark an.

### Wasser

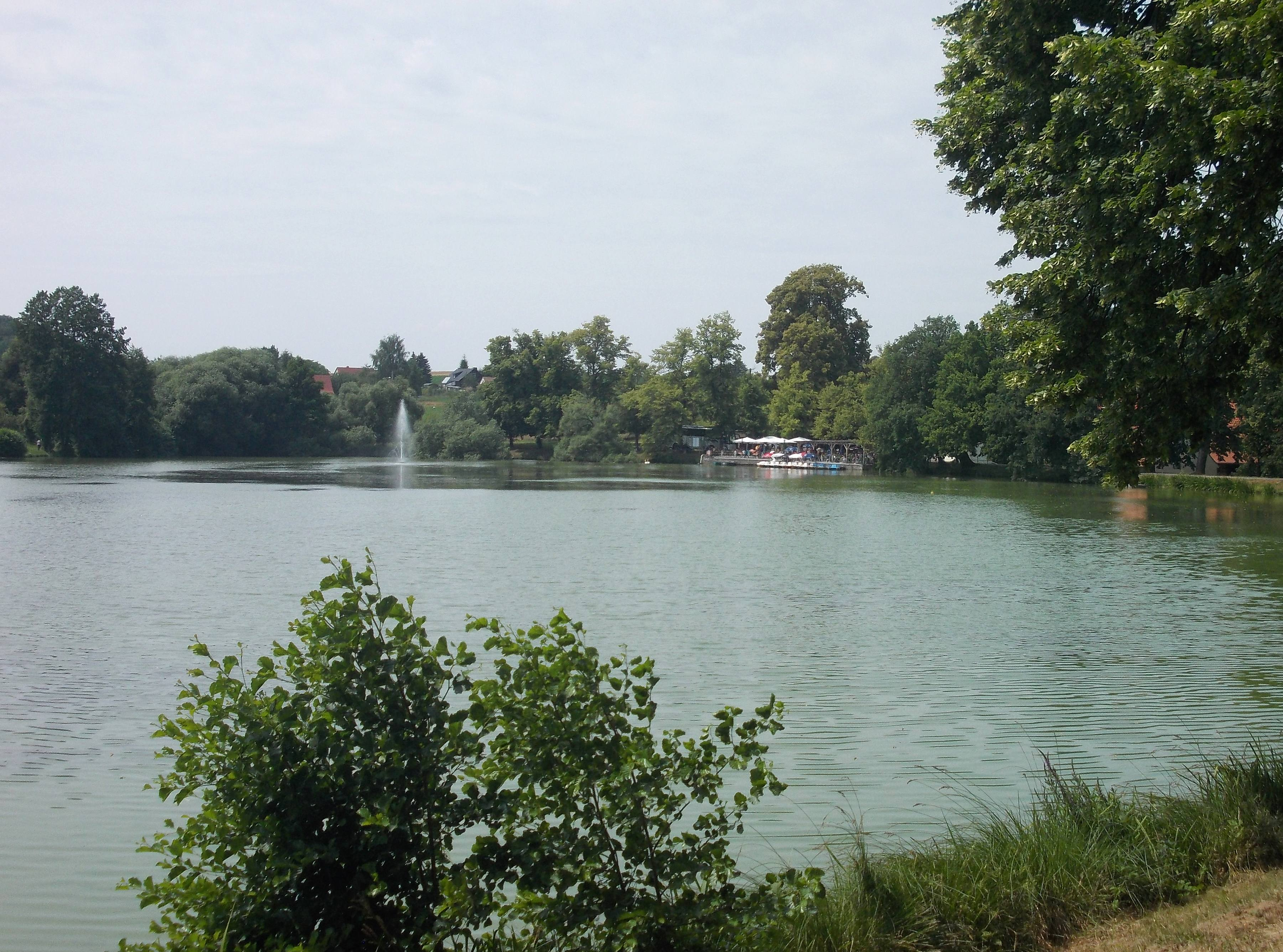
Lindenteich

Durch den Ort fließt die Maus. An der Paul-Barth-Brücke mündet der Dorfbach Jahnshain in diesen Mausbach. Außerdem befindet sich im Nordwesten des Dorfes der Lindenteich, ein beliebter Teich zum Boot fahren.

## Geschichte
Der Ortsname Linda zeugt wohl von einem Lindenwald, der für den Bau des Ortes gerodet wurde. Um 1100, davon geht man aus, hätten sich Siedler aus Franken aufgemacht, um Wald zu roden. In dieser Zeit könnte auch Linda entstanden sein. Der Ort wurde als Waldhufendorf angelegt. Im Jahr 1538 erfolgte die Anlage des heutigen Lindenteiches durch Ritter Georg von Rüdigsdorf. Linda lag bis 1856 im kursächsischen bzw. königlich-sächsischen Amt Borna. Die Gerichtsbarkeit über den Ort lag beim Rittergut Sahlis. Ab 1856 gehörte Linda zum Gerichtsamt Frohburg und ab 1875 zur Amtshauptmannschaft Rochlitz. Am 1. Juli 1950 erfolgte die Eingemeindung nach Jahnshain und die Zuordnung zum Landkreis Rochlitz. Mit der zweiten Kreisreform  in der DDR kam Linda im Jahr 1952 mit Jahnshain zum Kreis Geithain im Bezirk Leipzig, der 1994 im Landkreis Leipziger Land aufging. 
Mit der Eingemeindung von Jahnshain im Jahr 1999 wurde Linda ein Ortsteil von Kohren-Sahlis. Im Jahr 2003 erfolgte der Neubau der Paul-Barth-Brücke.
Seit dem 1. Januar 2018 gehört der Ort zur Stadt Frohburg.

### Einwohnerentwicklung
- 1842: 227 Einwohner
- 2003: ca. 150 Einwohner

## Wirtschaft

### Ansässige Unternehmen
- Berger Landtechnik
- Baumschule Friedemann
- Tischlerei Plaschtokat
- Fuhrunternehmen Frank Fichtner
- Gaststätte „Zur Linde“
- Getränkehandel
- Schmiede Linda Peter Papesch

### Verkehr
Die Ortsdurchfahrt Lindas führt nach Jahnshain und zum Lindenvorwerk. Außerdem hat der Ort noch eine Zone 30.

## Kultur und Sehenswürdigkeiten

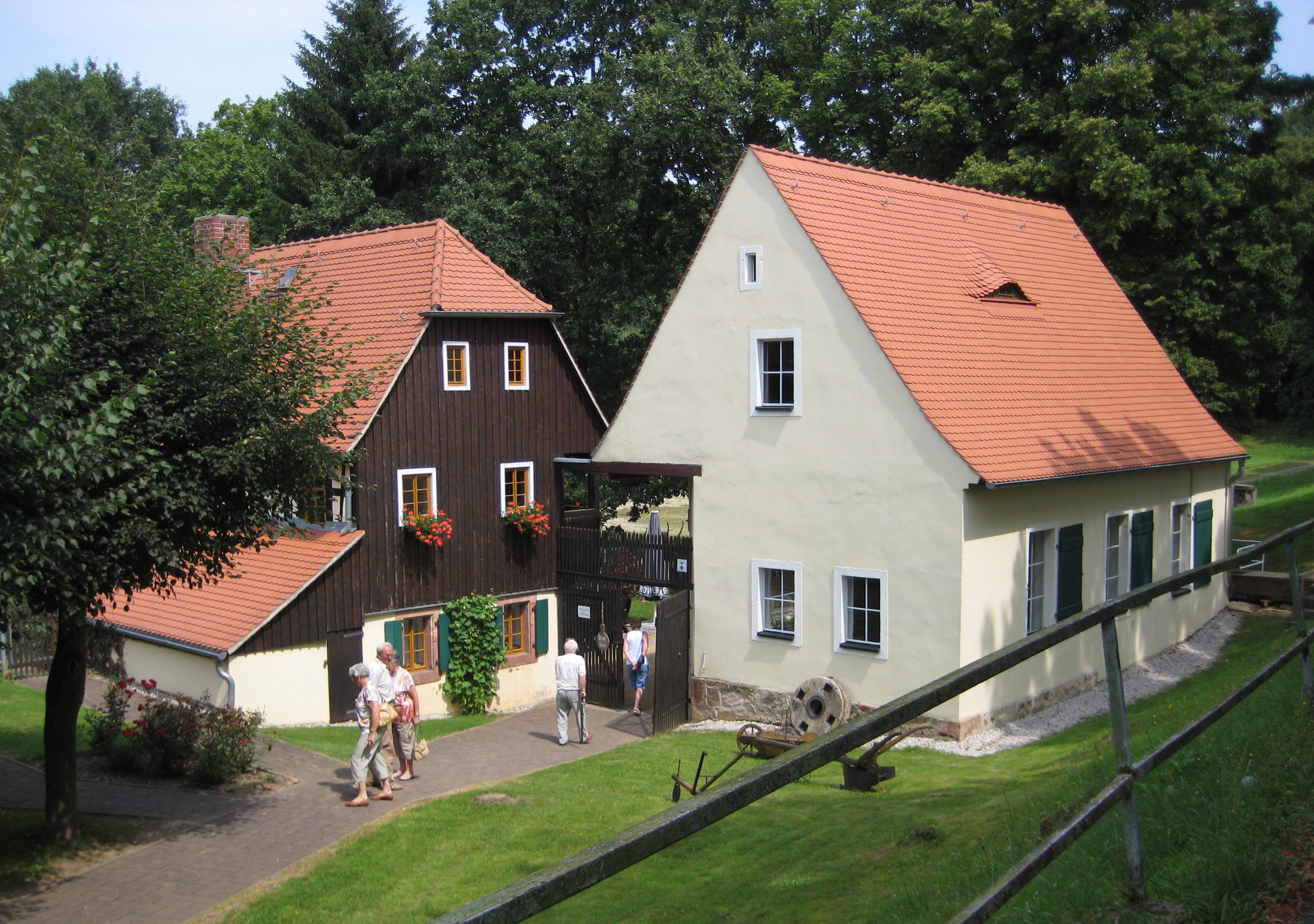
Mühlenmuseum Lindigtmühle

Ein Touristenmagnet ist, vor allem seit Anfang der 1990er Jahre, das Lindenvorwerk. Dort bieten sich den Besuchern, meist sind es Tagesausflügler, eine Gaststätte mit langer Tradition, der Lindenteich zum Paddel- und Tretboot fahren und die Lindigtmühle, die man seit Juni 1999 kostenlos besichtigen kann. Die historische Wassermühle entstand 1524 und besitzt ein oberschlächtiges Wasserrad, das die Mühlentechnik mit Schrotgang und Haferquetsche antreibt. Die zwischen 1994 und 1998 restaurierte Mühle ist voll funktionstüchtig. In den vergangenen Jahren kamen noch ein Minigolfplatz und ein Spielplatz dazu. Seit April 2006 lockt auch der „Irrgarten der Sinne“ Besucher an.